# Corticarina orientalis
Corticarina orientalis is een keversoort uit de familie schimmelkevers (Latridiidae). De wetenschappelijke naam van de soort werd in 1982 gepubliceerd door Wolfgang H. Rücker.